# Ferry Weertman
Ferry Weertman (Naarden, 27 de junho de 1992) é um maratonista aquático neerlandês, campeão olímpico.

## Carreira

### Rio 2016
Weertman competiu nos 10 km em águas abertas masculino da natação nos Jogos Olímpicos de Verão de 2016, conquistando a medalha de ouro.